# Documents
Documents fue una revista de arte surrealista editada por Georges Bataille. Se publicó en París entre 1929 y 1930, tuvo 15 números, cada uno de los cuales contenía una amplia gama de escritos y fotografías originales.
Documents fue financiado por Georges Wildenstein, un influyente marchante de arte parisino patrocinador de los surrealistas. Dado su título y enfoque, la revista inicialmente incluyó un consejo editorial de once miembros, incluido el propio Wildenstein (con Bataille como «secretario general»); sin embargo, en el quinto número, Bataille era el único miembro editorial que permanecía en la cabecera.
Llamada «una máquina de guerra contra las ideas recibidas» por Bataille, Documents reunió a una amplia gama de contribuyentes, desde surrealistas disidentes como Michel Leiris, André Masson y Joan Miró, hasta los colegas numismáticos de Bataille en el Cabinet des Médailles. El contenido de la publicación era aún más amplio, yuxtaponiendo ensayos sobre jazz y arqueología con una serie fotográfica que mostraba el fetiche con el dedo gordo del pie, un número entero dedicado a Picasso, y elogios a la «siniestra grandeza» de los mataderos fotografiados por Éli Lotar. Una sección regular de la revista llamada «Diccionario Crítico» ofrecía ensayos breves sobre temas como «Absolute», «Eye», «Factory Chimney» y «Keaton (Buster)».
Documents fue un desafío directo al surrealismo «convencional» defendido por André Breton, quien en su Segundo Manifiesto Surrealista de 1929 se burló de Bataille por «(profesar) desear sólo considerar en el mundo lo más vil, lo más desalentador y lo más corrupto». Las yuxtaposiciones violentas de imágenes y texto en Documents tenían como objetivo proporcionar una alternativa más oscura y primaria a lo que Bataille veía como el estilo débil y falso de arte surrealista de Breton. Al presentar imágenes explícitas, a menudo profanas, al lado de escritos «intelectuales», Bataille utilizó Documento para impulsar el surrealismo en una dirección que, en su opinión, Breton no se atrevía: hacia un vuelco de todas las jerarquías del arte y la moral, y hacia una completa democracia de la forma.